# 루잔궁
루잔궁(중국어 간체자: 卢展工, 정체자: 盧展工, 병음: Lú Zhǎngōng, 백화자: Lo Tian-kang, 1952년 5월 ~ )은 중화인민공화국의 정치인이다. 허난성 당위원회 서기를 지냈고, 현재 중국인민정치협상회의 전국위원회 부주석이다.